# Kaburagia ovatirhusicola
Kaburagia ovatirhusicola är en insektsart. Kaburagia ovatirhusicola ingår i släktet Kaburagia och familjen långrörsbladlöss. Inga underarter finns listade i Catalogue of Life.